# Världsmästerskapen i bordtennis 1975
Världsmästerskapen i bordtennis 1975 spelades i Calcutta under perioden 6-16 februari 1975.

## Resultat

### Lag
| Disciplin            | Guld                                                         | Silver                                                                                       | Brons                                                                              |
| Herrarnas lagtävling | Kina Li Peng Li Zhenshi Liang Geliang Lu Yuansheng Xu Shaofa | Jugoslavien Milivoj Karakasevic Zoran Kosanovic Miran Savnic Antun Stipančić Dragutin Šurbek | Sverige Stellan Bengtsson Kjell Johansson Bo Persson Ulf Thorsell Ingemar Wikström |
| Damernas lagtävling  | Kina Ge Xinai Hu Yulan Zhang Li Zheng Huaiying               | Sydkorea Chung Hyun-Sook Kim Soon-Ok Lee Ailesa Sung Nak-So                                  | Japan Tomie Edano Yukie Ohzeki Shoko Takahashi Sachiko Yokota                      |

### Individuellt
| Disciplin   | Guld                               | Silver                           | Brons                                |
| Herrsingel  | István Jónyer                      | Antun Stipančić                  | Mitsuru Kohno                        |
| Herrsingel  | István Jónyer                      | Antun Stipančić                  | Norio Takashima                      |
| Damsingel   | Pak Yung-Sun                       | Zhang Li                         | Tatiana Ferdman                      |
| Damsingel   | Pak Yung-Sun                       | Zhang Li                         | Ge Xinai                             |
| Herrdubbel  | Gábor Gergely István Jónyer        | Antun Stipančić Dragutin Šurbek  | Jean-Denis Constant Jacques Secrétin |
| Herrdubbel  | Gábor Gergely István Jónyer        | Antun Stipančić Dragutin Šurbek  | Katsuyuki Abe Shigeo Itoh            |
| Damdubbel   | Maria Alexandru Shoko Takahashi    | Zhu Xiangyun Lin Meiqun          | Elmira Antonjan Tatiana Ferdman      |
| Damdubbel   | Maria Alexandru Shoko Takahashi    | Zhu Xiangyun Lin Meiqun          | Yukie Ohzeki Sachiko Yokota          |
| Mixeddubbel | Stanislav Gomozkov Tatiana Ferdman | Sarkis Sarchojan Elmira Antonjan | Liang Geliang Zhang Li               |
| Mixeddubbel | Stanislav Gomozkov Tatiana Ferdman | Sarkis Sarchojan Elmira Antonjan | Shigeo Itoh Yukie Ohzeki             |

### Fotnoter
1. ↑  ”World Championships Results”. ITTF Museum. Arkiverad från originalet den 11 maj 2012. https://web.archive.org/web/20120511103023/http://www.ittf.com/museum/results/WorldChresults.html. Läst 7 april 2012.
2. ↑  ”ITTF Statistics”. ittf.com. Arkiverad från originalet den 4 mars 2016. https://web.archive.org/web/20160304103809/http://www.ittf.com/ittf_stats/All_events4.asp?Competition_ID=68. Läst 7 april 2012.